# Plectonotum coroicosum
Plectonotum coroicosum es una especie de coleóptero de la familia Cantharidae.

## Distribución geográfica
Habita en Bolivia.